# Penosiños (Ramiranes)
Penosiños (llamada oficialmente Santo André de Penosiños) es una parroquia del municipio español de Ramiranes, en la provincia de Orense, Galicia.

## Toponimia
La parroquia también es conocida por el nombre de San Andrés de Penosiños.

## Historia
Hasta la década de 1920, la parroquia perteneció al municipio de Villameá de Ramiranes, que luego se fusionó con el de Freás de Eiras para formar el de Ramiranes.

## Organización territorial
La parroquia está formada por ocho entidades de población:
- Aldea (A Aldea)
- Almariz
- O Viso
- Pereira de San Tomé
- Pereiras (As Pereiras)
- Souto
- Turey (Turei)
- Villavidal (Vilavidal)

## Demografía
| Gráfica de evolución demográfica de Penosiños entre 2000 y 2023 |
|                                                                 |
| Datos según el nomenclátor publicado por el INE.                |